# Salo (Finlàndia)
Salo (en suec Salo) és un municipi de Finlàndia, situat a la província de Finlàndia Occidental i a la regió de Finlàndia Pròpia.

## Ciutats agermanades
- Anija, Estònia
- Elva, Estònia
- Katrineholm, Suècia
- Vennesla, Noruega
- Odder, Dinamarca
- Rzhev, Rússia
- Nagykanizsa, Hongria
- Puchheim, Alemanya
- St. Anthony, Hennepin County, Minnesota, Estats Units d'Amèrica
- Beijing, Xina
- Thai Nguyen, Vietnam